# Карвуна
Карву́на (болг. Карвуна) — село в Добрицькій області Болгарії. Входить до складу общини Балчик.

## Населення
За даними перепису населення 2011 року у селі проживали 86 осіб.
Національний склад населення села:
| Національність   | Кількість осіб | Відсоток |
| ---------------- | -------------- | -------- |
| болгари          | 58             | 67,4%    |
| цигани           | 21             | 24,4%    |
| Всього відповіли | 86             |          |

Розподіл населення за віком у 2011 році:
Динаміка населення: